# Kristina Reynolds
Pour les articles homonymes, voir Reynolds.
Kristina Reynolds est une joueuse allemande de hockey sur gazon née le 18 février 1984 à Hambourg. Elle a remporté avec l'équipe d'Allemagne la médaille de bronze du tournoi féminin aux Jeux olympiques d'été de 2016 à Rio de Janeiro.